# Linda Vojtová
Linda Vojtová (* 22. června 1985 Praha) je česká topmodelka, která v patnácti letech vyhrála světové finále soutěže Elite Model Look 2000. Stala se tak první Češkou, které se to povedlo.

## Biografie
V patnácti letech vyhrála v Ženevě celosvětové finále prestižní modelingové soutěže, což odstartovalo její kariéru. Následovaly dva roky práce v Evropě, převážně pak v Paříži, Miláně a Barceloně. V sedmnácti letech odešla do New Yorku, kde od té doby žije.[zdroj?]
Pro svou fyzickou podobnost s topmodelkou Gisele Bündchenovou získala přezdívku „Baby Gisele“. Matka Taťjána Vojtová je právnička. Děd z matčiny strany byl hudební skladatel Vadim Petrov.

## Modelingová kariéra
V roce 2000 vyhrála soutěž Elite Model Look, což se po ní k roku 2016 povedlo již pouze dalším čtyřem Češkám. Po soutěži se její fotografie objevily na titulních stránkách módních časopisů včetně Vogue, Elle, Glamour, Amica, The European Magazine a Surface. Jako modelka spolupracuje s rakouskou společností orientovanou na spodní prádlo Palmers, dále například s módními firmami jako Victoria's Secret, Max Mara, Giorgio Armani, La Perla, Escada a Diesel. Přehlídky dělá jen výjimečně. V roce 2011 se stala tváří kolekce šperků Love firmy Love Universe.[zdroj?]
V roce 2014 se Vojtová stala tváří reklamní kampaně společnosti Karlovarské minerální vody na minerální vodu Mattoni a později na nápoj Mattoni Schorle.